# Michael Ballweg

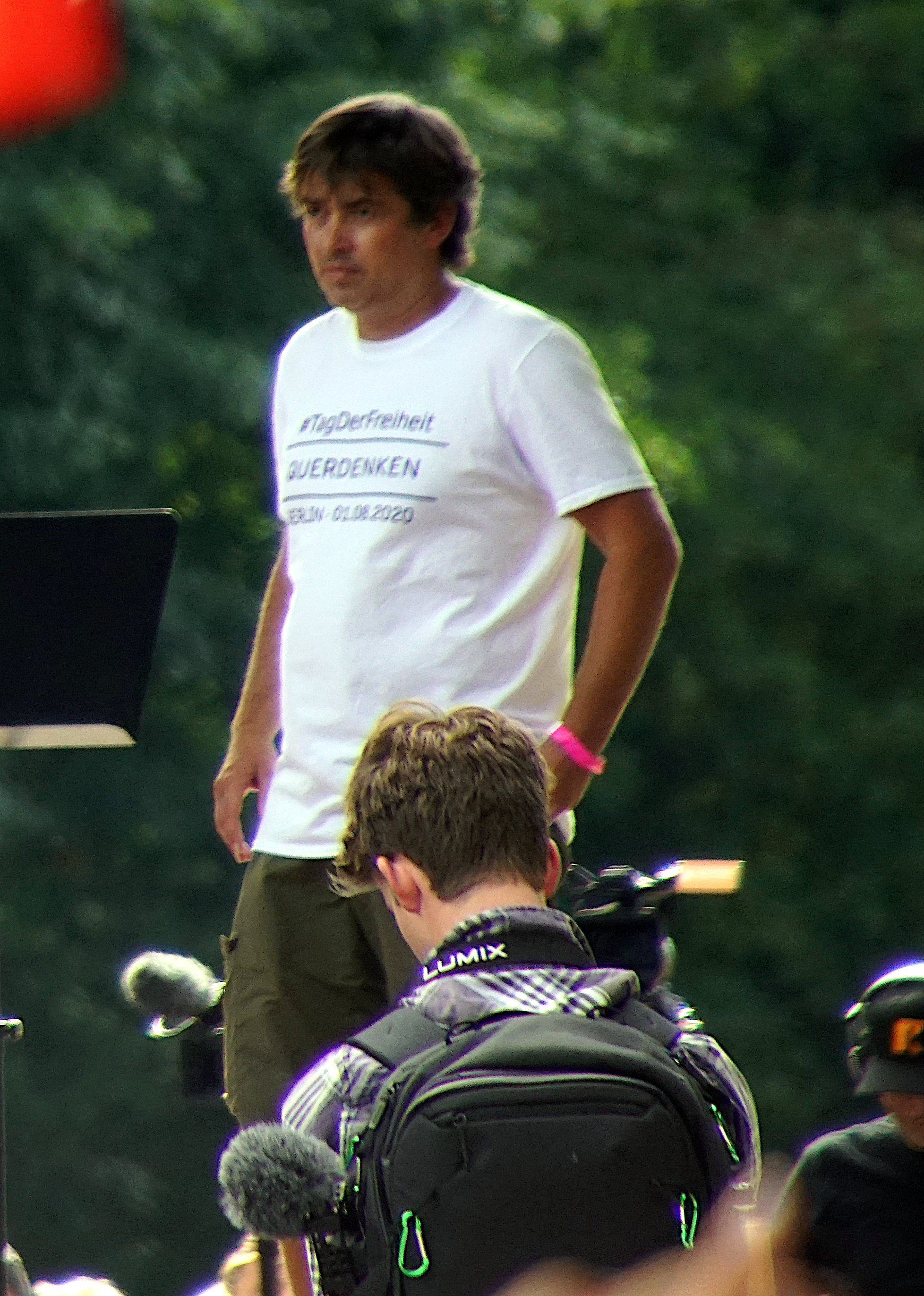
Michael Ballweg auf einer „Querdenken“-Kundgebung am 1. August 2020 in Berlin.

Michael Ballweg (* 23. November 1974 in Wertheim) ist ein deutscher Unternehmer aus Stuttgart. Er organisierte ab März 2020 Proteste gegen Schutzmaßnahmen zur COVID-19-Pandemie in Deutschland, zuerst in Stuttgart, dann auch in Berlin und anderen deutschen Städten. Dazu gründete er im April 2020 die Gruppe Querdenken 711 und vernetzte sie bundesweit mit gleichartigen Initiativen. Er rief die Protestszene zu einer Verfassungsgebenden Versammlung auf und hat Kontakte zur deutschen Reichsbürgerbewegung.
Im Juni 2022 nahm die Staatsanwaltschaft Stuttgart Ballweg wegen des Verdachts auf versuchten Betrug, Geldwäsche und Steuerhinterziehung im Zusammenhang mit Querdenken 711 fest und erhob im März 2023 Anklage gegen ihn. Im April 2023 wurde er aus der Untersuchungshaft entlassen. Ende Juli 2025 sprach das Landgericht Stuttgart Ballweg vom Vorwurf des Betruges frei und gewährte ihm Schadensersatz für Durchsuchung und Untersuchungshaft. Wegen Steuerhinterziehung in geringem Umfang wurde eine Verwarnung mit Strafvorbehalt ausgesprochen.

## Berufstätigkeit
Ballweg absolvierte an der Berufsakademie in Stuttgart ein Studium zum Diplom-Betriebswirt und gründete um 2001 die Softwarefirma Media Access GmbH. Mit deren Software konnten Unternehmen hochspezialisierte Fachkräfte im Ruhestand für bestimmte Projekte finden. Zum Kundenkreis zählten die Baden-Württembergische Bank, EnBW, Stadt Hamburg, HUK-Coburg, Robert Bosch GmbH, Techniker Krankenkasse und Thyssenkrupp.
Im August 2020 kündigte Ballweg die Schließung der firmeneigenen Webseite an, weil die dort genannten Großkunden ihn wegen seines politischen Engagements aufgefordert hätten, ihre Referenzen zu löschen. In diesem Zusammenhang forderte er seine mehr als 27.000 Telegram-Follower zu einem „Feedback“ an eben jene Firmen auf. Nach Recherchen von Kai Laufen (SWR) hatten drei Unternehmen ihre Verträge mit der Media Access GmbH jedoch schon im Januar 2020 gekündigt, da die bereitgestellte Software nicht mehr fortgeführt wurde und sie deshalb andere Anbieter suchen mussten. Laut Laufen verschwieg Ballweg dies und stellte den Vorgang als politisch motivierten Boykott und Angriff auf seine Meinungsfreiheit durch jene Unternehmen dar.

## Querdenken-Aktivitäten

### Anfänge
Ballweg war bis 2020 nicht politisch aktiv. Zu Beginn der Covid-19-Pandemie 2020 begrüßte er auf seinem Twitter-Konto die staatlichen Schutzmaßnahmen und rief dazu auf, die AHA-Regeln einzuhalten. Er zeigte Leichentransporte in Bergamo, wo viele Menschen an einer Covid-19-Infektion starben. Am 14. März 2020 postete er unter dem Hashtag #FlattenTheCurve ein satirisches Video, das den amtierenden US-Präsidenten Donald Trump als Vollidioten verhöhnte, und warnte, derartiges „Arschlochverhalten“ könne in der Pandemie rasch lebensgefährlich für Risikopatienten werden. Am 20. März 2020 teilte er eine Warnung der Freiburger Polizei vor der Ansteckungsgefahr bei zu großen Gruppentreffen mit dem Hashtag „wirbleibenzuhause“.
Ab Mitte März 2020 warnte Ballweg vor wirtschaftlichen Folgen der Maßnahmen und teilte Beiträge von „Crash-Propheten“ wie Marc Friedrich. Dann begann er, das Virus zu verharmlosen, und berief sich dazu auf ein Video von Sucharit Bhakdi, der die Zahlen der Coronatoten als völlig übertrieben und die Schutzmaßnahmen als zerstörerisch darstellte. Dann teilte Ballweg viele Beiträge des Verschwörungsideologen Ken Jebsen auf dessen Webportal KenFM zur Pandemie. Am 6. April 2020 teilte und kommentierte er zustimmend eine Zeichnung von Ben Garrison, die den Milliardär Bill Gates als Adolf Hitler mit Impfspritzen in Form eines Hakenkreuzes darstellte. Damit dämonisierte er Bill Gates als neuen Hitler, der angeblich eine Impfpflicht einführen wolle. Es folgte ein GIF mit dem Text: „Everything you think you know is wrong.“ Von da an zweifelte Ballweg auf Twitter kontinuierlich die offiziellen Zahlen zu Covid-19 an und bewarb seine Stuttgarter Demonstrationen mit der Erzählung eines autoritären deutschen Staates, der die Grundrechte zugunsten von Eliten und Einzelpersonen mit bösen Absichten außer Kraft gesetzt habe. Diese Entwicklung zeigte laut Kira Ayyadi (Belltower.News) beispielhaft die Radikalisierung vieler Teilnehmer der Coronaproteste.

### Kundgebungen in Stuttgart
Ab 18. April 2020 begann Ballweg in Stuttgart mit „Mahnwachen für das Grundgesetz“. Ab dem 22. April nannte er seine Initiative „Querdenken711“. Eine von seiner Frau erstellte gleichnamige Homepage ging am 23. April online. Darüber rief er für jeden Samstag auf dem Schloßplatz in Stuttgart zu Demonstrationen gegen Grundrechtseinschränkungen in der Coronakrise auf. Am 25. April 2020 nahmen 350 bis 500 Personen daran teil, darunter auch Rechtsextreme.
Als die Stadtverwaltung Stuttgart die dritte Kundgebung verbot, erreichte Ballweg die Aufhebung des Verbots mit einem Eilantrag beim Bundesverfassungsgericht. Er verlegte die folgenden Kundgebungen auf den Cannstatter Wasen. Dort forderte er am 2. Mai 2020 vor rund 5000 Teilnehmern Versammlungs- und Glaubensfreiheit sowie Neuwahlen im Oktober 2020. Er dulde kein radikales Gedankengut von links oder rechts, sondern trete für die freie Meinungsäußerung ein. Er verhöhnte die Abstandsregel, rief für den 9. Mai 2020 zu „bundesweiten Großdemonstrationen“ auf und kündigte Ken Jebsen als Redner in Stuttgart an. Damit sprach er laut einem taz-Bericht schwäbisches Bürgertum, Verschwörungsideologen, freikirchliche Christen und Impfgegner an.
Ballweg verlangte vor Interviews, dass Journalisten eine Erklärung unterzeichnen, „wahrheitsgemäß, unparteiisch und vollständig zu berichten“ und keine Zensur zu üben. Dies begründete er mit einer angeblich „verzerrten Berichterstattung in ARD, SWR und ZEIT online“, schloss diese also von Interviews mit ihm aus und lehnte kritische Berichterstattung zugunsten von „alternativen Medien“ ab.
Am 9. Mai 2020 ließ Ballweg den Verschwörungsideologen Ken Jebsen als Hauptredner auftreten. Dieser behauptete, die Bill & Melinda Gates Foundation habe über die Weltgesundheitsorganisation WHO die „deutsche Demokratie gekapert“. Dagegen beschwor er eine Querfront von Links und Rechts. Daraufhin distanzierte sich das Demonstrationsbündnis Stuttgart 21 von Ballwegs Gruppe. Am 23. Mai 2020 zog dieser die angemeldete Kundgebung zurück, angeblich wegen Morddrohungen gegen ihn. Dafür meldete die AfD die Demonstration mit Bundestagsfraktionschefin Alice Weidel als Hauptrednerin an. Am 30. Mai 2020 forderte Ballwegs Redner Heiko Schöning („Ärzte für Aufklärung“) wie zuvor die AfD einen „Corona-Untersuchungsausschuss“, jedoch einen außerparlamentarischen. Ballweg wies Vorwürfe mangelnder Abgrenzung nach rechts zurück.
Im Juni 2020 kündigte Ballweg seine Kandidatur zur Wahl des Oberbürgermeisters in Stuttgart an. Bei der Hauptwahl im November 2020 erhielt er 2,6 %, bei der entscheidenden Nachwahl 1,2 % der gültigen Stimmen.

### Überregionale Kundgebungen

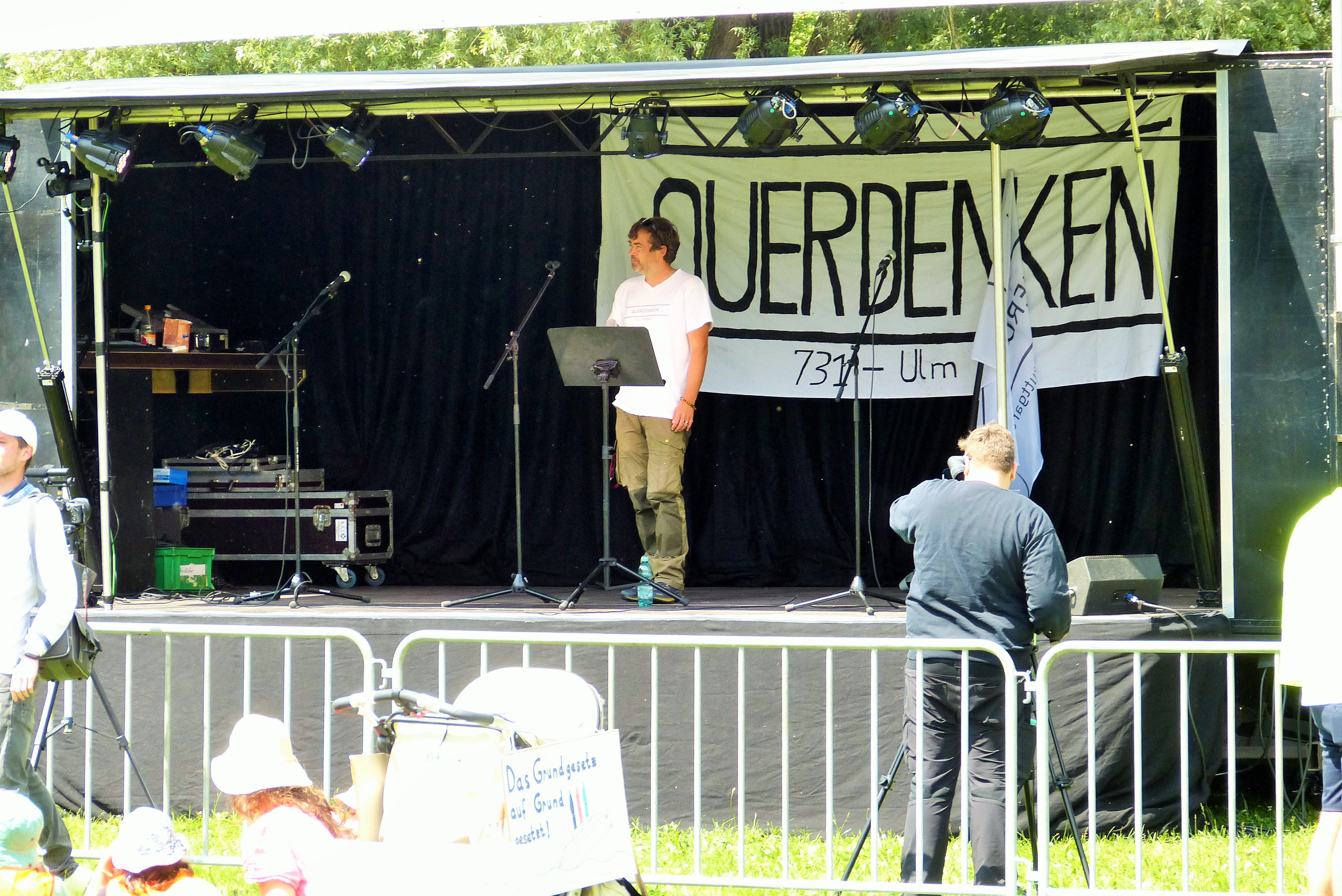
Michael Ballweg, 2020

Ballweg organisierte die Demonstration am 1. August 2020 in Berlin, die unter dem Motto „Tag der Freiheit“ ein „Ende der Pandemie“ ausrief. Er hielt die Eröffnungsrede. Weil die meisten Teilnehmer die Auflagen von Abstand und Mund-Nasen-Schutz missachteten, brach die Polizei die Kundgebung ab. Die Veranstalter riefen zum „Widerstand“ auf. Viele Teilnehmer widersetzten sich der polizeilichen Auflösung der Kundgebung.
Am 9. August 2020 kündigte Ballweg in Stuttgart für den 29. August eine weitere bundesweite Demonstration in Berlin an. Er zitierte einen gefälschten Tweet, wonach Donald Trump den „deutschen Patrioten“ alles Gute gewünscht habe, und lud Trump nach Berlin ein. Er werde dem Thema Friedensvertrag nachgehen und habe dazu Kontakt mit erfahrenen Staatsrechtlern. Man werde die Straße des 17. Juni nach der Kundgebung bis zu 14 Tage lang besetzen: „Wir sind gekommen, um zu bleiben.“ Er meldete für je 22.500 Teilnehmer eine dreistündige Kundgebung am Großen Stern und eine 14-tägige Mahnwache auf der Straße des 17. Juni an. Sein „Hygienekonzept“ sah einen Mindestabstand, aber keinen Mund-Nasen-Schutz vor. Viele Rechtsextreme, darunter Björn Höcke (AfD), mobilisierten zu den Kundgebungen jenes Tages.
Die Hauptkundgebung wurde erlaubt. Zu Beginn verlas Ballweg einige Grundgesetzartikel, darunter Artikel 146, erklärte die Kundgebung zur „verfassungsgebenden Versammlung“, forderte die sofortige Aufhebung aller Coronaschutzmaßnahmen und den Rücktritt der gesamten Bundesregierung. Darauf antwortete die Menge mit Parolen wie „Merkel muss weg“ und „Wir sind das Volk“. Dann warnte er vor Angriffen fremder „Aggressoren“ auf die Polizei und behauptete, bei den „Querdenkern“ gebe es keine Rechtsextremen. Die Bewegung kenne weder Links noch Rechts. Er forderte die Teilnehmer eines Zeltlagers in Berlin-Tiergarten dazu auf, innerhalb von 14 Tagen eine neue Verfassung zu erarbeiten. Dies geschah nicht. Als Hauptredner präsentierte er den US-Amerikaner Robert Francis Kennedy junior. Dieser behauptete, Bill Gates habe die Pandemie seit Jahren geplant; die Bundesregierung benutze sie, um den Bürgern das neue Mobilfunknetz 5G unterzuschieben und sie damit zu kontrollieren.
Ballweg zitierte dann den QAnon-Slogan “Where we go one, we go all” und erklärte, für ihn sei die QAnon-Bewegung eine „Gruppe von Fragestellern, die uns zum Nachdenken und Recherchieren anregen.“ Er präsentierte den QAnon-Ideologen Oliver Janich mit einem kurzen Einspieler von der Bühne. Der weitere Redner Heiko Schrang sprach von „Politdarstellern“, die nur „zeichnungsbefugte Schriftführer“ unter anderem der „Hochfinanz“ (eine antisemitische Chiffre) seien.
Im Verlauf der Demonstration stürmten etwa 400 Teilnehmer die Treppen des Reichstagsgebäudes und versuchten dort einzudringen. Ballweg distanzierte sich später davon und verlegte die folgende, für den 3. Oktober 2020 geplante Demonstration nach Konstanz. Damit reagierte er auf vielfache Kritik an seinem Bündnis mit oder Duldung von Rechtsextremen.
Am 7. November 2020 in Leipzig organisierte die mit gewaltbereiten Rechtsextremen verbundene Gruppe „Querdenken341“ um den Anwalt Ralf Ludwig eine Demonstration. Ballweg mobilisierte dafür und verwies dabei auf die Massendemonstration vom 7. November 1989, die das Ende der DDR eingeleitet hatte. Er setzte damit wie Pegida die Bundesregierung mit der DDR-Diktatur gleich. Zudem meldete er für den 31. Dezember 2020 erneut ein „Fest für Freiheit und Frieden“ für 22.500 Menschen auf der Straße des 17. Juni in Berlin an. Dieses bewilligte die Berliner Polizei wegen der schon angemeldeten Silvester-Feier am selben Ort nicht. Trotzdem hielt Ballweg an seinem Vorhaben fest. Dies verstanden viele Gruppen, die sich in einer „Corona-Diktatur“ sahen und ein Widerstandsrecht dagegen beanspruchten, als Einladung, notfalls auch gegen ein Veranstaltungsverbot zu mobilisieren.
Für einen angestrebten Imagewandel von „Querdenken“ engagierte Ballweg eine PR-Agentur. Am 28. November 2020 verlas er deren Ratschläge auf einer länderübergreifenden Kundgebung in Frankfurt an der Oder: Damit „Medien und Politiker keine Angriffspunkte finden“, sollten alle Teilnehmer künftig auf Vergleiche mit dem Nationalsozialismus, Aufrufe zu Gewalt und Symbole wie Reichsflaggen in Schwarz-Weiß-Rot, Judensterne, Logenzeichen, Kampfzeichen oder altdeutsche Buchstaben verzichten. Einige seiner Zuhörer trugen weißrote Armbinden der polnischen Heimatarmee mit dem Symbol des Warschauer Aufstands gegen die deutsche Besatzung. Der Neonazi Sven Liebich trug einen knallroten Mundschutz mit dem stilisierten Coronavirus im weißen Kreis, der an NS-Armbinden erinnerte. Er und andere hatten auf Coronademonstrationen mit gelben Judensternen den Holocaust relativiert und eine Täter-Opfer-Umkehr betrieben, ebenso mit der Rede von einer „Corona-Diktatur“ und einem neuen „Ermächtigungsgesetz“ für das reformierte Infektionsschutzgesetz. Unter Ballwegs Zuhörern waren erneut viele Reichsbürger, NPD-Funktionäre, rechte Fußball-Hooligans und Mitglieder des Vereins „Zukunft Heimat“ aus Cottbus. Nach Ballwegs Auftritt lud eine Rednerin die Menge zu einem gemeinsamen deutschpolnischen „Schweigemarsch“ am Holocaustgedenktag (27. Januar) nach Auschwitz ein. Ballweg distanzierte sich auf Nachfrage davon und lehnte den Ausdruck „Coronaleugner“ ab. Jedoch trugen Teilnehmer Parolen wie „Voodoo Virus Wahn“, „Diktatur“ und „Totale Hygiene“ in Frakturschrift.
Am 24. Dezember 2020 erklärte Ballweg, er werde keine weitere Demonstration anmelden und sich aus der Führung der Bewegung zurückziehen. Er bat andere Querdenkengruppen, das behördliche Verbot der Berliner Kundgebung am 30. Dezember 2020 zu akzeptieren und auch in den Folgetagen nicht nach Berlin zu fahren, um Kräfte für das kommende Frühjahr zu sammeln. Zugleich bat er eine andere Organisation darum, „in naher Zukunft“ eine Großdemonstration anzumelden, und befürwortete selbständige kleinere Versammlungen. Der Rechercheur zur Reichsbürgerszene Tobias Ginsburg erklärte Ballwegs Rückzug als Reaktion auf mediale Kritik, vor allem an seinen Profiten, ähnlich Baden-Württembergs Antisemitismusbeauftragter Michael Blume.
Am 27. Januar 2021 (dem Holocaustgedenktag) nahm Ballweg die „Querdenken“-Kundgebungen mit einem Autokorso in Stuttgart wieder auf. Ab dem 13. März 2021, während der dritten Coronawelle, meldete er in mehreren Städten wieder wöchentliche Kundgebungen an. Er kündigte einen „heißen Frühling“ sowie zwei Großdemonstrationen am 1. und 29. August 2021 in Berlin an und wollte sich gegebenenfalls über deren Verbote hinwegsetzen. Für den 27. März meldete er Kundgebungen in Kassel und Potsdam an, auch um Zulauf von Rechtsextremen zu verringern. 20 Gruppen des rechten Spektrums hatten für jenen Tag in Berlin ebenfalls eine Kundgebung unter dem „Querdenken“-Motto „Frieden, Freiheit, Souveränität“ angemeldet, ebenfalls als Autokorso.
Am 3. Juni 2021 (Fronleichnam) in Karlsruhe bat Ballweg bei der Kundgebung „Finger weg von unseren Kindern“ vor rund 800 Besuchern um Spenden für die Großdemonstrationen am 1. und 29. August 2021 in Berlin. Deren Organisation habe zusammen rund 500.000 Euro gekostet. Querdenken werde „als außerparlamentarische Bewegung für Grund- und Menschenrechte weiter bestehen“. Er werde sonst ein Sabbatical machen und das von Ralf Ludwig gegründete „Zentrum zur Aufarbeitung, Aufklärung und Verfolgung von Verbrechen gegen die Menschheit aufgrund staatlicher Corona-Maßnahmen“ unterstützen.
Anfang Juli 2021 kündigte Ballweg an, er werde bei der Kundgebung am 1. August 2021 etwas „Großartiges“ für die Zukunft der Bewegung bekanntgeben. Man habe in vielen Arbeitsgruppen das Verhältnis zur kommenden Bundestagswahl 2021 besprochen, vor allem, ob man überhaupt noch wählen gehen sollte, was das parlamentarische System bringe und welche Alternativen es dazu gebe. Ballwegs Anwalt Ralf Ludwig erklärte, man werde nur politische Parteien unterstützen, die Volksentscheide und Volksbegehren auf Bundesebene einführen wollten. Dies wurde als Übergang zu anderen anschlussfähigen Themen als Corona und Radikalisierung der abnehmenden Bewegung verstanden.
Ballweg ließ die Kundgebung am 1. August 2021 in Berlin trotz eines Verbots stattfinden, verließ sie aber vorzeitig. Da viel weniger Teilnehmer als erwartet kamen und viele festgenommen wurden, fiel das geplante „Widerstandscamp“ im Tiergarten aus. Aus Stuttgart sagte Ballweg auch die Kundgebung zum Jahrestag des gescheiterten Reichstagssturms am 29. August 2021 ab.

### Netzwerk
Von Stuttgart aus knüpfte Ballweg ein bundesweites Netzwerk lokaler „Querdenken“-Initiativen, die über Teamleiter, Arbeitsgruppen, Rechts- und Marketingberatung straff organisiert und von einer professionellen Spendenakquise begleitet sind. Von Beginn an pflegte er enge Kontakte zu dem Arzt Bodo Schiffmann. Dieser gründete im April 2020 die Querdenkerpartei Widerstand 2020 und trat auch als Redner bei „Querdenken711“ in Stuttgart auf.
Zu Ballwegs Helferteam in Stuttgart gehörten seine Frau, der Chef einer Firma für Veranstaltungstechnik, die spätere AfD-Landtagskandidatin Sigrid Borst und Arne E., ein aktives Scientology-Mitglied. Ab Mai 2020 war Arne E. Koordinator für Fluchtwege und Markierungen. Am 16. Mai 2020 präsentierte Ballweg ihn als Ersthelfer und Redner. E. erstellte eine Übersichtskarte für einen Autokorso der Querdenker, mehrere Kundgebungsaufrufe, organisierte im Frühjahr 2021 die Aktion „Shields for Freedom“ und im Juni 2021 in Filderstadt einen „Familienumzug“ für die „Freiheit der Kinder“. Dieser wurde abgesagt, nachdem E.s Scientology-Mitgliedschaft bekannt wurde. Auf Nachfragen bestritt Ballweg alle Bezüge zu Scientology.
Durch Ken Jebsens Stuttgarter Auftritt gewann Ballweg weitere Unterstützer aus der Neuen Rechten, der „Querdenken“- und der „Reichsbürger“-Szene, darunter den Fußballspieler Thomas Berthold, den antisemitischen Vegankoch Attila Hildmann, den Chefredakteur der rechtsextremen Zeitschrift Compact Jürgen Elsässer, die QAnon-Anhängerin Alexandra Wester, den Verschwörungsideologen Heiko Schrang, den früheren Pegida- und AfD-Redner Thorsten Schulte und das damalige CDU-Mitglied Max Otte.
Seit Mai 2020 moderierte Nana Domena Ballwegs Demonstrationen. Er betrieb seit 2016 mit dem rechtsextremen Musiker Frank Kraemer (Stahlgewitter) die Videoreihe „Multikulti trifft Nationalismus“ und traf 2019 den NPD-Vorsitzenden Frank Franz. Ferner betrieb er eine YouTube-Sendung mit Marvin König von der Partei der Vernunft. Über dessen Interviewgäste bestanden Kontakte zu QAnon-Ideologen wie Oliver Janich, AfD-Mitarbeitern wie Dietmar-Dominik Hennig, rechten Influencern wie Naomi Seibt, Samuel Eckert, Jürgen Elsässer, und zur Reichsbürgerszene.
Ab Mai 2020 war Stephan Bergmann Sprecher von Ballwegs Gruppe. Er hatte in Schorndorf den Verein Primus inter pares gegründet, der zur Reichsbürgerbewegung gezählt wird. Der Verein warb für Vorträge zu Themen wie „Geplante Umvolkung der BRD“ und „geplante Vernichtung der Christen + weißen Rasse“. Bergmann verbreitete im Internet rassistische Beiträge und Hass gegen Asylbewerber, teilte ein Video mit der These eines Völkermords an den Deutschen durch den Import von „Stammeskriegern aus Afrika“ und Muslimen sowie Texte von Jürgen Elsässer, Christoph Hörstel und Sven Liebich. Diese und andere Rechtsextreme riefen mit zu den Ballwegs Großdemonstrationen auf. Am 29. August 2020 nannte Bergmann das Grundgesetz „Besatzungsrecht“ gemäß der Reichsbürgerideologie, wonach die Alliierten Deutschland angeblich immer noch besetzen. Er rechtfertigte Ballwegs Aufruf zur „verfassungsgebenden Versammlung“ mit Artikel 146 des Grundgesetzes. Dieser bezieht sich allerdings auf das ganze deutsche Volk und war durch den Beitritt der DDR zum Geltungsbereich des Grundgesetzes obsolet geworden. Am 5. September 2020 traf sich Bergmann mit einem Vertreter der rechtsextremen Identitären und bereitete mit ihm ein Gespräch mit Jürgen Elsässers Compact-Magazin vor.
Ab Sommer 2020 arbeitete Ballweg mit dem Reiseveranstalter Alexander Ehrlich zusammen, der in Österreich die Initiative #Honksforhope gegründet hatte und dann eine „Freedom Parade“ in Berlin mitorganisierte. Er machte ein rotes Kreuz auf Mund-Nasen-Schutzmasken als „Zeichen des Widerstandes“ populär, rief in Österreich öfter zu „Warnstreiks“ gegen den „Impfzwang“ auf, meldete regelmäßig Querdenkerkundgebungen an und organisierte Bustransporte dafür, an denen er verdiente. Er vergab die Bustouren an seine eigene City Tours GmbH, die etwa 20 Prozent höhere Preise verlangte als Flixbus. Zudem bat sie jeden Passagier um Spenden und konnte die Touren wegen mangelnder Kontrolle der Hygiene- und Maskenpflichten stärker auslasten.
Auf den Berliner Demonstrationen bot Ballweg allen bekannten Führungsfiguren der Querdenker eine Bühne und förderte ihre Vernetzung. So waren am 1. August 2020 Bodo Schiffmann, Heiko Schöning, Heiko Schrang, Samuel Eckert und Sebastian Götz als Redner angemeldet. Über Schöning bestanden Kontakte zur Gruppe „Ärzte für Aufklärung“, die Desinformation zur Pandemie verbreitete und falsche Atteste zur Maskenbefreiung vermittelte, sowie zum „Außerparlamentarischen Corona-Untersuchungsausschuss“ (ACU) und zu den „Anwälten für Aufklärung“ um Kirsten König, Ralf Ludwig und Markus Haintz. Sie hatten Schiffmanns Partei mitgegründet und bildeten dann ein Unterstützerteam für Ballwegs Gruppe. Mit ihm administrierten sie die Facebook-Gruppe „Coronapandemie fällt heute aus“. Darüber wurde die Berliner Großdemonstration vom 1. August 2020 organisiert und dorthin mobilisiert. Dabei bestand eine Arbeitsteilung: YouTuber verbreiteten die Querdenkerideologie, Ballweg brachte den erzeugten Protest mit „Querdenken711“ auf die Straße.
Im Juli 2020 traf Ballweg mehrere Aktivisten bei einem privaten Grillabend, darunter den verurteilten Holocaustleugner Nikolai Nerling. Nach späteren Angaben Nerlings wurde dabei auch die bevorstehende Großdemonstration besprochen. Entgegen Ballwegs Behauptung, er habe sich nie mit Nerling getroffen, zeigten Fotografien beide im Gespräch miteinander. Ballwegs Pressesprecher Stephan Bergmann hatte Nerling herzlich umarmt. Später räumte Ballweg ein, er führe „mit allen Gespräche“. Nach dem 29. August erklärte er öffentlich, Nerling sei auf den Querdenkenkundgebungen „nicht mehr willkommen“.
Ballweg hat auch Kontakte zu Esoterikern von der Kleinpartei Menschliche Welt. Er ließ deren Gründer Michael Moritz am 29. August auf der Berliner Bühne meditieren und seine Meditation auf mehreren Kundgebungen bewerben. In einem Interview mit dem Parteivertreter Dominik Laur empfahl Ballweg eine „Zirbeldrüsenmeditation“ des Quantenheilers Joe Dispenza, die er selbst durchgeführt habe, und lud Dispenza nach Deutschland ein. Ballwegs Nähe zur antiaufklärerischen Holistik rechter Esoteriker erkläre, so der Sektenexperte Matthias Pöhlmann, seine fehlende Abgrenzung zu antidemokratischen Einstellungen.
Im November 2020 lud Ballweg rund 100 Querdenkeraktivisten zu einem konspirativen Strategietreffen in das Restaurant „Hacienda Mexicana“ in Saalfeld-Wöhlsdorf ein. Das Restaurant gehört zum „Königreich Deutschland“ von Peter Fitzek, der bei dem Treffen stundenlang redete. Nach einem Hinweis auf Auflagenverstöße löste die Thüringer Polizei das Treffen auf. Von da an beobachtete das Landesamt für Verfassungsschutz Baden-Württemberg „Querdenken711“.
Während einige Querdenkergruppen sich daraufhin von Ballweg distanzierten, verteidigten Bodo Schiffmann, Ralf Ludwig und Rolf Kron das Treffen mit Fitzek als legitimen Dialog über die „gemeinsame Sache“. Auf Medienanfragen bestätigte Ballweg, seine Gruppe habe die Teilnehmer ausgewählt und die Einladung des Restaurantbesitzers angenommen. Fitzek werde fälschlich zur Reichsbürgerszene gezählt, suche aber „auf dem Boden des Grundgesetzes nach Gesetzeslücken […], die eine weitgehende Autonomie von staatlichen Strukturen – wie z. B. Finanz- und Gesundheitssystem – ermöglicht.“ Ballwegs Abgrenzung von verfassungsfeindlichen Reichsbürgern war jedoch schon durch seine Übernahme der These vom fehlenden Friedensvertrag und die Aussagen seines Pressesprechers unglaubwürdig geworden. Zudem wies eine Anfang August 2021 bekanntgewordene Urkunde Ballweg als „Staatszugehörigen“ von Fitzeks „Königreich Deutschland“ aus. Er gab an, er habe nur ein Konto bei der „Bank“ des „Königreichs“ eröffnet, es aber nun gekündigt.
Ballweg trat mehrmals im Livestream von Ignaz Bearth auf. Dieser rechtsextreme Schweizer war ab 2020 ein Propagandist der deutschen Querdenkerszene geworden, hatte die Demonstration vom 1. August 2020 live übertragen und Polizisten dabei als „feige kleine Ratten“ und „brutale Psychopathen“ beschimpft. Am 7. Juli 2021 erklärte Ballweg ihm, er halte wenig vom Versuch, die Querdenkerbewegung mit Kleinstparteien in den Bundestag zu tragen. Vielmehr wolle er das politische System verändern. Verfassungsschutzämter registrierten das Interview und beobachteten prominente Querdenkenvertreter fortan wegen der Radikalisierung und Gewalttendenzen in deren Gruppen, nicht mehr nur wegen einzelner Kontakte zu Rechtsextremen.
Ein finanzstarker Unterstützer Ballwegs war der Unternehmer Bernd Felsner aus Ismaning. Er gründete 2020 in Berlin den Verein „Mutigmacher“, um weitere Unternehmer als Sponsoren von Querdenken anzuwerben. Zudem planten Ballweg, Jebsen, Felsner und weitere Verschwörungsideologen ein eigenes Videonetzwerk für die Querdenkerszene.

### Finanzen
Im Mai 2020 rief Ballweg zu Spenden für die Firma „Veranstaltungstechnik Stuttgart“ (V.T.S.) auf, weil „unser Technikteam“ wegen eines „Brandanschlags“ dringend Geld brauche. In wenigen Tagen erhielt er 220.000 Euro. Ab 25. Mai 2020 stand auf der Website von „Querdenken711“ der Aufruf: „Unterstütze uns finanziell mit einer Schenkung (max. 19.999 EUR in 10 Jahren). Du hilfst uns damit bei der Organisation der Demos und Finanzierung der Klagen.“ Man arbeite derzeit an einer Eintragung der Gemeinnützigkeit und könne bis dahin keine Spendenquittungen ausstellen. Darunter stand Ballwegs private Kontonummer.
Ballweg gab wiederholt an, er habe sein Softwareprodukt verkauft und seine Rentenversicherung aufgelöst, um sich ganz der Querdenkenaktivität zu widmen. Nach gemeinsamen Recherchen von Netzpolitik.org und dem ZDF Magazin Royale verdiente er an den Kundgebungen. Dort rief er zu Spenden auf, betonte aber in einem Interview, er nehme nur Schenkungen von bis zu 19.999 Euro an. So vermied er Steuerpflichten, konnte frei über die Eingänge verfügen und musste ihre Verwendung nicht offenlegen. Seit Juni 2020 bot die Webseite über einen Onlineshop zahlreiche Fanartikel an, etwa Jacken, T-Shirts, Hoodies und Aufkleber. Die Firma MerchYou bewarb die Produkte in Querdenkengruppen auf Telegram. Da „Querdenken711“ keine festgelegte Rechtsform hatte, gingen Spenden und Einkünfte durch Fanartikel auch anderer Querdenkengruppen an Ballweg. Nach seinen Angaben erhielt er sechs bis zwölf Prozent vom Erlös jedes von Merchyou vertriebenen Produkts. Lokale Ableger der Initiative, auch jene, die den Stuttgarter Onlineshop bewerben und verlinken, wurden nicht daran beteiligt. Im Juni 2020 ließ Ballweg „Querdenken711“ sowie 19 weitere „Querdenken“-Internetdomains mit anderen Ortsvorwahlen als Wortmarken für Internetplattformen, Videoproduktion und die Organisation politischer Veranstaltungen beim Deutschen Patent- und Markenamt (DPMA) registrieren. So sicherte er sich die Kontrolle über das Merchandise anderer lokaler Ableger. Er nutzte seine Markenrechte, um den Leiter der Berliner Querdenkeninitiative Volkmar Zimmermann abzusetzen, indem er ihm die weitere Nutzung des Namens „Querdenken-30“ schriftlich verbot. Ballweg legte die Finanzen von „Querdenken711“ und seine Spendeneinkünfte nicht offen, weil „der ‚Querdenken‘-Gründer als Privatperson keiner Transparenzpflicht“ unterliege. Zudem verkaufte er Bühnenauftritte bei seinen Kundgebungen. So zahlte der Unternehmer Thomas Hornauer für seinen Auftritt im Juni 2020 in Leonberg 5000 Euro an Ballweg. Für drei weitere Veranstaltungen mit Hornauer forderte Ballweg Produktionskosten von 15.000 Euro, zahlbar auf sein Privatkonto. Jan Böhmermann verlieh Ballweg darum Ende 2020 im ZDF Magazin Royale die ironische Auszeichnung „Corona-Unternehmer des Jahres“.
Wegen wachsender Kritik an fehlender Transparenz seiner Finanzen kündigte Ballweg im Oktober 2020 an, eine Stiftung für „Querdenken711“ zu gründen. Er habe diese schon im Juni 2020 in Hessen beantragt; die Behörde habe die Bewilligung verzögert. Das zuständige Regierungspräsidium Darmstadt erhielt jedoch erst im September 2020 einen Antrag für eine gemeinnützige Querdenkenstiftung, den Ballweg schon am nächsten Tag wieder zurückzog. Im April 2021 beantragte das Ehepaar Ballweg eine Herzensmenschen Familienstiftung, offenbar zur Regelung von Erbschaften für Ballwegs Kinder. Das Regierungspräsidium erkannte diese private Stiftung am 5. Mai 2021 an und gab als ihren Zweck die Förderung des Stifters und seiner Familie an. Die Familienstiftung ist nicht gemeinnützig; Ballweg ist als vertretungsberechtigte Person ausgewiesen. Ein Zusammenhang mit der Querdenkenbewegung ist nicht erkennbar. Dennoch behauptete Ballweg im September 2021 auf Medienfragen, es handele sich um die angekündigte Querdenkenstiftung. Einige ihrer Untergesellschaften kümmerten sich um „das operative Geschäft“; auf welche Weise sie Querdenken finanzieren, wollte er nicht mitteilen. Fachanwälte für Handels- und Gesellschaftsrecht bestritten, dass dies über eine Familienstiftung möglich wäre, da es dem eingetragenen Satzungszweck widersprach. Auch der Verfassungsschutz Baden-Württembergs fand die Finanzierung der „Querdenken“-Bewegung „nicht ohne Weiteres nachvollziehbar“.
Die gemeinnützige Initiative „Der Goldene Aluhut“ nominierte Ballweg im Oktober 2020 zunächst für ihren Negativpreis 2020, weil er Scheinspenden eingeworben und sich auf falsche und teilweise bewusst gefälschte Informationen gestützt habe. Querdenken711 warb für Ballwegs Sieg, worauf mutmaßliche Fans die Publikumsabstimmung mit Computerskripten manipulierten und mit einem DDoS-Angriff auf deren Website vorzeitig beendeten. Daraufhin schloss die Initiative Ballweg und seine Gruppe von der Kandidatur aus und verlieh den Preis den zuvor zweitplatzierten Kandidaten. Die Leiterin der Initiative Giulia Silberberger erhielt danach Drohungen. Der Staatsschutz Berlin ermittelte zum DDoS-Angriff. Ballweg bezweifelte diesen in einem Video und bestritt, dass die Drohungen von Querdenkern kamen. Er habe am Abend und Ort der Preisverleihung eine Versammlung angemeldet und wolle den Preis über seinen Anwalt Ralf Ludwig einklagen. Der Anwalt der Initiative Chan-jo Jun erklärte dazu, es gebe keinen Rechtsanspruch auf die Negativpreise, weil sich Kandidaten dafür weder bewerben können noch Leistungen erbringen müssen. Käme es zum Strafprozess, werde er Querdenken711 zwingen, Organisationsstrukturen und Einnahmequellen offenzulegen, um zu klären, ob die Gruppe überhaupt rechtsfähig sei und Ballweg sie rechtlich vertreten könne.
Im Februar 2022 rief Ballweg seine Anhänger per Video auf seinem Telegramkanal zu direkten Geldüberweisungen an ihn auf, auch in Kryptowährungen. Er behauptete erneut tatsachenwidrig, alle seine Geschäftskunden hätten ihm gekündigt; auch seine Konten seien großenteils gekündigt worden. Er brauche dringend Mittel wegen anstehender Gerichtsprozesse und für die Organisation weiterer Demonstrationen. Nach der Sperre seines privaten Bankkontos und eines PayPal-Kontos blieben Schenkungen in Kryptowährungen auf ein Ballweg-Konto eines Transferdienstleisters in Belgien weiter möglich.

### Kritik und Konflikte
Ab August 2020 erhielt Ballweg Kritik von Mitstreitern. Der mehrfache Redner Thorsten Schulte vermisste eine Strategie bei den Kundgebungen; dort seien einige „Falschspieler“ beteiligt; Ballweg unternehme alles, um die Dynamik der Bewegung zu bremsen. Schulte bestritt, dass er Ballweg bedroht habe, um am 1. August den Auftritt des Rappers und Anhängers der Chemtrail-Verschwörungsthese Kilez More durchzusetzen. Ballweg erwiderte, es gebe keine „Dauerredeerlaubnis“ auf der Bühne, und nannte Schultes Auftritt „zu theatralisch“.
In Interviews nach dem 29. August 2020 erklärte Ballweg, von der Bundesregierung gehe eine größere Gefahr für die Demokratie aus als von Rechtsextremen, und ließ offen, ob das deutsche Grundgesetz für ihn Verfassungsrang habe. Er habe nur wenige Demonstrationsaufrufe aus der AfD bemerkt und die QAnon-Ideologie kaum gekannt. Er vermied eine Abgrenzung von den Rechtsextremen und behauptete, er selbst habe keine gesehen. Die vielfach präsente Reichskriegsflagge sei nicht verboten, daher könne man ihre Träger nicht als rechtsextrem bezeichnen. Die Polizei müsse sich um verbotene Symbole kümmern, nicht er und sein Team. Eventuell hätten „V-Leute“ die Flaggen verteilt. Viele Teilnehmer am Angriff auf den Berliner Reichstag hätten deren Bedeutung gar nicht gekannt. Bergmanns Aussage, Deutschland sei kein souveräner Staat, sei eine zulässige Privatmeinung. Er betonte, er habe mit den rechtsextremen Aufrufen nach Berlin nichts zu tun gehabt, lobte zugleich aber die hohe Teilnehmerzahl einschließlich der Rechtsextremen als Ergebnis seiner eigenen Mobilisierung.
Attila Hildmann, der wegen seiner Morddrohungen strafverfolgt wurde und in die Türkei geflohen war, griff Ballweg und seine Gruppe im März 2021 heftig an: Sie seien „Teil des Merkel-Regimes“ und „der Feind! Sie halten euch hin und leiten euch fehl! Sobald Ausgangssperre kommt muss das ganze Volk nach Berlin.“ Ballweg sei ein Freimaurer und werde von „den Juden“ kontrolliert. Ballweg forderte daraufhin alle Telegram-Nutzer auf, Hildmann zu entfolgen, und antwortete ihm in einer Sprachnachricht: Querdenken sei eine demokratische und friedliche Bewegung, in der „Extremismus, Gewalt, Antisemitismus und menschenverachtendes Gedankengut keinen Platz hat.“ Hildmanns Berliner Kundgebungen hätten nichts bewirkt. Corona sei eine Inszenierung der Superreichen, egal welcher Glaubensgemeinschaft diese angehörten. Er nahm jedoch keine Stellung zu Übergriffen bei Querdenkenprotesten.
Nach der schwach besuchten Demonstration vom 1. August 2021 in Berlin warf Markus Haintz von den „Klagepaten“ Ballweg dessen Kontakte zur Reichsbürgergruppe „Königreich Deutschland“ vor und gab ihm die Schuld daran, dass der Verfassungsschutz Querdenken inzwischen beobachtete. Obwohl er beim Treffen mit Peter Fitzek im November 2020 gewesen war, behauptete er nun, Ballweg habe ihm die Identität von dessen Gruppe verschwiegen. Ballweg zufolge hatte Haintz selbst einen bekannten Rechtsextremen auf die Bühne geholt.
Der ehemalige Journalist Martin Lejeune hatte viele Querdenkenkundgebungen gefilmt und an Ballwegs Strategietreffen mit Peter Fitzek teilgenommen. Im Oktober 2021 berichtete er der Redaktion von t-online, die Gespräche mit Reichsbürgern seien danach fortgesetzt worden. Dabei gehe es darum, die Gesellschaft weiter zu spalten, staatliche Institutionen zu delegitimieren und „so lange wie möglich so viel Geld wie möglich einzusammeln.“
Gordon Pankalla, ein Mitgründer der „Anwälte für Aufklärung“, warf Ballweg im November 2021 vor, er habe die Ziele der Querdenkerbewegung aus dem Blick verloren und eine Politik hineinzubringen versucht, der sich Linke nicht mehr anschließen könnten: etwa durch seine Pläne für eine Verfassungsgebende Versammlung, das Strategietreffen mit Peter Fitzek und die Infragestellung des Grundgesetzes. Damit habe er Reichsbürgerthemen hineingebracht und einen Teil der Kritik an Querdenken bestätigt. Zudem seien die Kundgebungsbühnen für Ballweg irgendwann nur noch Mittel zum Geldeinnehmen geworden. Ein von ihm vorgelegter „Transparenzbericht“ habe nur seine angeblichen Ausgaben, nicht aber seine weit höheren Einnahmen aufgeführt. Er habe lokalen Querdenkergruppen wie der in Köln das Reden nur gegen Honorar gestattet. Pankalla hatte jedoch auch selbst Kontakte zu Reichsbürgern wie Xavier Naidoo und rückte davon auf Nachfragen nicht ab.

### Sperrung von Internetplattformen
Nach einer Verwarnung sperrte YouTube am 26. Mai 2021 wegen der Verbreitung von Falschinformationen zur COVID-19-Pandemie den Kanal von „Querdenken711“ und einen zweiten, zum Umgehen der Sperre gegründeten Kanal sowie das Hochladen neuer Videos der Gruppe. Bis dahin hatte diese rund 75.000 Abonnenten. Zuvor konnten Ballwegs Anwälte die Sperre einzelner Gruppenvideos rechtlich erfolgreich verhindern. Fortan wollte er sich für eine neue Internetplattform einsetzen.
Im Juli 2021 rief Ballweg seine Anhänger über Telegram dazu auf, verstärkt Leuten außerhalb der eigenen Gruppen über Twitter, Facebook oder Instagram Informationen zu schicken. Zudem wollte „Querdenken711“ eine eigene Plattform als Ersatz für YouTube aufbauen.
Im September 2021 entfernte Facebook gemäß seiner Richtlinien rund 150 zur Querdenkenbewegung gezählte Konten und Gruppen, darunter die von Ballweg und „Querdenken711“, und sperrte interne Links auf deren Seiten. Facebook machte sie für eine „koordinierte Schädigung der Gesellschaft“ verantwortlich, weil sie „gesundheitsbezogene Falschinformationen, Hassrede und Anstiftung zu Gewalt“ gegen staatliche Coronamaßnahmen verbreiteten, besonders „die Verschwörungstheorie der ‚Corona-Diktatur‘“.

## Strafprozess
Am 29. Juni 2022 ließ die Staatsanwaltschaft Stuttgart Ballwegs Wohn- und Geschäftsräume dort durchsuchen und ihn wegen des Verdachts von Betrug und Geldwäsche vorläufig festnehmen. Nach ihren Angaben bezog sich der Betrugsverdacht auf 640.000 Euro, der Geldwäscheverdacht auf rund 430.000 Euro. Als weitere Tatverdächtige wurde Ballwegs Ehefrau festgenommen. Hintergrund der Vorwürfe war Ballwegs Praxis, sich „Schenkungen“ überweisen zu lassen, um gesetzliche Transparenzanforderungen für Spenden zu umgehen.
Die Polizei stellte Beweismaterial und Ballwegs Vermögen sicher und fand darin „konkrete Anhaltspunkte dafür […], dass sich der Tatverdächtige mit seinen Vermögenswerten ins Ausland begeben wollte“. Darum kam Ballweg wegen Fluchtgefahr in Untersuchungshaft.
Bei der Durchsuchung war Ballwegs Haus leergeräumt, und eine Spedition hatte Anfragen zu einem geplanten Flug an ihn gerichtet. Laut seinem Anwalt (8. Juli 2022) wollte er sein Haus verkaufen und sich von seiner Frau scheiden lassen. Er bestritt jedoch eine konkrete Auswanderungsabsicht und nannte eine geplante Weltreise als Grund der Haushaltsauflösung.
Im Januar 2023 entschied das Oberlandesgericht Stuttgart (OLG), Ballweg müsse wegen Fluchtgefahr in Untersuchungshaft bleiben. Im März 2023 reichte er dagegen eine Verfassungsbeschwerde ein. Das Bundesverfassungsgericht nahm diese nicht zur Entscheidung an, weil es keine Anzeichen für einen Verfassungsverstoß sah, da Ballweg polizeiliche Belege für den dringenden Tatverdacht gegen ihn nicht eingereicht und den Rechtsweg vorher nicht ausgeschöpft hatte.
Am 21. März 2023 erhob die Staatsanwaltschaft Stuttgart Anklage gegen Ballweg, ohne konkrete Anklagepunkte bekanntzugeben. Am 4. April 2023 setzte das OLG den Haftbefehl gegen eine Auflage außer Vollzug, weil Ballwegs „Fluchtanreiz“ wegen der zu erwartenden Strafe geringer und die Haft unverhältnismäßig geworden sei, und entließ ihn aus der Untersuchungshaft.
Im Oktober 2023 ließ das Landgericht Stuttgart nur eine Anklage wegen Steuerhinterziehung gegen Ballweg zu, weil es für Betrug und Geldwäsche keinen hinreichenden Tatverdacht sah. Die Staatsanwaltschaft legte sofortige Beschwerde dagegen ein. Darum gab das OLG Ballwegs Vermögen weiterhin nicht frei. Im Januar 2024 ließ es auch die Anklage wegen versuchten Betrugs in einem besonders schweren Fall zu, ließ den Geldwäschevorwurf jedoch endgültig fallen.
Am 2. Oktober 2024 begann die Hauptverhandlung gegen Ballweg am Landgericht Stuttgart. Am 31. Juli 2025 verurteilte das Gericht ihn wegen Steuerhinterziehung in zwei vollendeten Fällen (11,42 Euro und 8,11 Euro) und drei versuchten Fällen (zusammen etwa 2100 Euro) und sprach eine Verwarnung mit Strafvorbehalt aus. Die angedrohte Strafe belief sich auf 30 Tagessätze zu je 100 Euro. Ferner sprach das Gericht ihn vom Betrugsvorwurf frei und gewährte ihm eine Haftentschädigung von 75 Euro pro Tag für die 279 Tage seiner Untersuchungshaft. Laut der Vorsitzenden Richterin ging es um eine „sehr geringe“ Schuld „am unteren Rand des Strafbaren“, weil der Verbleib von Ballwegs Spendeneinnahmen großenteils „schlicht nicht aufzuklären“ war und deren Verwendung für private Zwecke ihm nicht nachgewiesen werden konnte. Gegen das Urteil legten sowohl Verteidigung als auch Staatsanwaltschaft Revision ein.